# Kozlov (hrady)
Kozlov je komplex dvou hradů, tzv. horního a dolního, nalezneme je nedaleko obce Kozlov, nad obcí Olešnička. O celém komplexu je velmi málo informací. Díky archeologickému výzkumu se zjistilo, že byly obývány od konce 13. století do první poloviny 14. století. Lokalita zřejmě souvisela s krátkodobou obnovou zdejšího dolování stříbrné rudy a jeho ochranou.

## Horní hrad
Horní hrad byl obehnán 7 metrů širokým mělkým příkopem. Archeologickým průzkumem zde byly objeveny základy hranolové věže o rozměrech 9 x 9 metrů. Jiné zbytky po kamenné zástavbě se nenašly. Dnes na místě věže stojí retranslační stanice.

## Dolní hrad
Dolní hrad je vzdálen asi 75 metrů od horního sídla a o 20 výškových metrů níže. Jediná přístupová cesta k dolnímu hradu vedla právě přes horní hrad. Také dolní hrad byl obehnán příkopem. Do dnešních dnů se zde poměrně dobře zachovaly zbytky bočních výběžků zdi, které měli nejspíše statický význam, zpevňující obytnou budovu, vystavěnou na ostrém skalním hřbetu.